# Guardamonte
Guardamonte é uma junta de governo da província de Entre Ríos, na Argentina.